# Сухарев, Николай Михайлович
Никола́й Миха́йлович Су́харев (1 декабря 1903, Архангельское, Симбирская губерния — 2 сентября 1955, Ленинград) — советский военный деятель, генерал-майор (7 декабря 1942 года).

## Биография
Николай Михайлович Сухарев родился 1 декабря 1903 года в селе Архангельское (ныне Сурского района Ульяновской области).
В сентябре 1921 года был призван в ряды РККА, после чего был направлен на учёбу в Ульяновскую Краснознамённую пехотную школу, после окончания которой с сентября 1924 года служил во 2-м Ульяновском стрелковом полку (1-я Казанская стрелковая дивизия, Приволжский военный округ) на должностях командира взвода полковой школы, командира и политрука роты, помощника командира и командира батальона. В 1922 году принят в РКП(б).
С марта по июнь 1930 года учился на пулемётных курсах при Стрелково-тактических курсах «Выстрел», с мая по сентябрь 1932 года — на Ленинградских бронетанковых курсах усовершенствования командного состава.
В апреле 1933 года был назначен на должность командира танкетной роты 34-й стрелковой дивизии, дислоцированной в Куйбышеве. В январе 1934 года в составе дивизии сформировал на базе этой роты отдельный танковый батальон. В марте того же года дивизия была передислоцирована в Биробиджан и включена в состав ОКДВА; в мае Н. М. Сухарев за выдающиеся успехи в боевой, политической и технической подготовке части был награждён орденом Красной Звезды.
В апреле 1935 года был назначен на должность помощника начальника, затем — на должность начальника автобронетанковой службы 26-й стрелковой дивизии (ОКДВА), дислоцированной в городе Ворошилов, в марте 1937 года — на должность начальника автобронетанковой службы 32-й стрелковой дивизии, дислоцированной на станции Раздольное, в июне 1938 года — на должность начальника штаба 66-й стрелковой дивизии (1-я Краснознамённая армия), дислоцированной в Лесозаводске.

### Великая Отечественная война
В сентябре 1941 года Н. М. Сухарев был назначен на должность командира 39-й стрелковой дивизии (1-я Краснознамённая армия, Дальневосточный фронт), которая выполняла задачи по прикрытию дальневосточной границы СССР.
С 9 марта по 20 апреля 1943 года находился на стажировке по изучению опыта войны в 331-й стрелковой дивизии, которая принимала участие в ходе Ржевско-Вяземской наступательной операции, во время которой дивизия прошла с боями до 120 км, освободив при этом 142 населённых пункта, а с апреля оборонялась на территории Сафоновского района (Смоленская область). После окончания стажировки Н. М. Сухарев вернулся в 39-ю стрелковую дивизию на прежнюю должность.
В ноябре 1944 года был назначен на должность командира 26-го стрелкового корпуса, в апреле 1945 года — на должность заместителя командующего 2-й Краснознаменной армии.
В августе 1945 года армия принимала участие в ходе Маньчжурской операции, в ходе которой передовые отряды при помощи Зее-Бурейской бригады речных кораблей форсировали реки Амур и Уссури, захватив плацдармы в районе Благовещенска, Константиновки и Поярково.
11 августа армия перешла в наступление, после чего овладела городами Сакаляй, Суньу и Хэйхэ, 19 августа вступила в Лунчжэнь, 20 августа — в Бэйаньчжэнь (Бэйань), 21 августа вышла к городу Цицикар, 22 августа овладела городом Мэргейм (Нуньцзянь). За умелое руководство операцией, инициативу и личную отвагу, проявленные в командовании подчинёнными частями, Николай Михайлович Сухарев был награждён орденом Суворова 2 степени.

### Послевоенная карьера

Памятник Сухареву на Большеохтинском кладбище

В сентябре 1945 года Сухарев был освобождён от занимаемой должности и направлен на учёбу на высшие академические курсы при Высшей военной академии имени К. Е. Ворошилова, по окончании которых в апреле 1947 года был назначен на должность командира 37-й гвардейской механизированной дивизии (Ленинградский военный округ), в мае 1948 года — на должность заместителя командира 4-го гвардейского стрелкового корпуса (Ленинградский военный округ), в апреле 1950 года — на должность старшего преподавателя кафедры тактики Военно-транспортной академии имени Л. М. Кагановича.
В апреле 1954 года генерал-майор Николай Михайлович Сухарев вышел в отставку по болезни. Умер 2 сентября 1955 года в Ленинграде. Похоронен на Большеохтинском кладбище (Старая коммунистическая площадка у аллеи).

## Награды
- Орден Ленина (21.02.1944[2]);
- Два ордена Красного Знамени (03.11.1944[2], 1951[2]);
- Орден Суворова 2 степени (27.08.1945)[3][4];
- Два ордена Красной Звезды (29.05.1934[3], 4.6.1944[1][3]);
- Медали.